# Кармаев, Никита Александрович
Никита Александрович Кармаев (род. 17 июля 2000, Славянск-на-Кубани, Краснодарский край, СССР) — российский футболист, защитник клуба «Арсенал» (Тула).

## Карьера

### Клубная
Воспитанник академии «Краснодара». В 2017 году — победитель первенства Краснодарского края среди мальчиков 2000-2001 годов рождения в составе «Афипса», признан лучшим защитником финального этапа. С 2018 года — в составе молодёжной команды «Ахмата». За основной состав в Премьер-лиге дебютировал 27 сентября 2020 года в матче против «Урала» (2:0), заменив на 83-й минуте Владимира Ильина. В июне 2021 года арендован «Кубанью». В сезоне 2022/23 также на правах аренды защищал цвета «Ротора». В июле 2023 года подписал контракт с «Чайкой».

### В сборной
В 2021 году провёл 2 матча в составе молодёжной сборной России: 3 июня против сверстников из Болгарии (1:0) и 6 июня против сверстников из Сербии (0:0).

## Достижения
- Серебряный призёр группы «золото» дивизиона «А» Второй лиги: 2023/24